# Novozélandské království
Novozélandské království (anglicky The Realm of New Zealand) je společenství zemí v jihozápadním Pacifiku, jejichž hlavou je král Nového Zélandu (tedy panovník Commonwealthu). Tvoří jej Nový Zéland, Cookovy ostrovy, Niue, Tokelau a Rossova dependence.
Cookovy ostrovy a Niue jsou samostatnými zeměmi, volně přidruženými k Novému Zélandu. Nový Zéland zodpovídá (s jejich svolením) za jejich zahraniční politiku a obranu. Oproti tomu Tokelau má status novozélandského koloniálního území.
Rossova dependence je britský zábor v Antarktidě, který přešel pod správu novozélandského generálního guvernéra – územní nároky na jih od 60. rovnoběžky jsou však pozastaveny Smlouvou o Antarktidě, jejímž je Nový Zéland signatářem.
| Země               | Zástupce krále                                                                     | Populace                                                                                        | Rozloha (km²) | Hustota zalidnění (ob./km²) | Hl. město                    | Geodata  |
| ------------------ | ---------------------------------------------------------------------------------- | ----------------------------------------------------------------------------------------------- | ------------- | --------------------------- | ---------------------------- | -------- |
| Nový Zéland        | generální guvernér (governor-general – jmenován králem na doporučení nz. premiéra) | 4 367 700 (odhad 2010)                                                                          | 268 680       | 16                          | Wellington                   | OSM, WMF |
| Cookovy ostrovy    | králův zástupce (King's Representative, volený na Cookových o.)                    | 19 569 (sčítání 2006)                                                                           | 236           | 83                          | Avarua                       | OSM, WMF |
| Niue               | zástupce krále (Representative of the King – vykonává generální guvernér)          | 1 398 (odhad 2009)                                                                              | 260           | 5,35                        | Alofi                        | OSM, WMF |
| Tokelau            | správce (administrator – jmenován ministerstvem zahraničí N.Z.)                    | 1 416 (odhad 2009)                                                                              | 10            | 114                         | Nukunonu (největší osídlení) | OSM, WMF |
| Rossova dependence | guvernér (vykonává generální guvernér)                                             | Scott (NZ): 10–80 McMurdo (USA): 200–1000 Amundsen-Scott (USA): 85–200 Zucchelli (Itálie): 0–90 | 450 000       | 0,0007–0,003                | Scottova základna            | -        |